# Gatekeeping
Gatekeeping znamená v dnešním slova smyslu „proces výběru informací vpuštěných do médií“ zejména v souvislosti s mocí, kterou nabývá jednotlivec disponující informacemi. Pojem definoval psycholog a mediální teoretik Kurt Lewin a spadá do oblasti mediálních studií.

## Historie
Pojem vytvořil sociální psycholog Kurt Lewin, který zkoumal, co lidi motivuje k nákupu určitého zboží. V oblasti mediálních studií termín rozvinul David Manning White (50. léta 20. století). White zkoumal na americkém středozápadu, jak editoři vybírají zprávy do zpravodajství. Zkoumal, zda novináři jednají promyšleně nebo intuitivně. Přichází s pojmem „The Gate Keeper“ neboli hlídač brány. Zjistil, že editoři zpracovávají jen 10 % materiálu, který dostanou od zpravodajských agentur. Dále zjistil, že výběr probíhá na základě předpokladu, co uspokojí publikum. To znamená, že editor se tedy rozhoduje velmi subjektivně. Kromě editorů jsou však gatekeepery také pracovníci agentur či reportéři – všichni ovlivňují co a v jakém formátu se dostane prostřednictvím zpravodajství k lidem. Další výzkumy gatekeepingu prováděli např. Walter Gieber, R. M. Brown, G. A. Donahue či Pamela Shoemakerová.

## Gatekeeping podle Pamely Shoemakerové
Podle Pamely Shoemakerové se gatekeeping netýká pouze výběru informací do zpráv, ale i jejich přetváření v událost. Gatekeeping ovlivňují např. rutiny v redakci, vztahy v redakci nebo publikum, pro které se zprávy tvoří a jehož požadavkům jdou mediální pracovníci naproti, aby zvýšili jejich zájem o produkt.

## Výzkum gatekeepingu
Podle Robinsona probíhají výzkumy ve třech oblastech:
1. Jako individuální studie (gatekeeper jen jako jeden člověk);
2. Jako institucionální studie (gatekeeperem celá mediální organizace);
3. Kybernetické studie (gatekeeping ze široka, kombinuje se více rovin zkoumání, jako součást sociálního systému).

## Vlivy působící na gatekeepera
Podrobně je rozepisuje Pamela Shoemakerová:
1. Individuální úroveň – to jsou redaktorovy představy o tom, co je zpráva hodná uveřejnění a co ne.
2. Úroveň mediálních rutin – kvůli nim jsou média předvídatelná. Redaktoři tvoří zprávy podle několika kritérií: Co je přijatelné pro publikum? Co je médium schopné zpracovat? Jaké informace jsou k dispozici?
3. Úroveň organizace – např. týdeníky řeší jiná témata než denní tisk. V redakci je mnoho funkcí, proto se gatekeepeři dělí ještě na hraniční (vstupní, výstupní) a vnitřní.
4. Extramediální úroveň – vlivy vně médií, například ekonomika, politika.
5. Ideologická úroveň – prosazování vládnoucí ideologie, např. v době komunismu, kapitalismu.